# Nanometro
Il nanometro ([nanoˈmɛːtro] o [naˈnɔːmetro]; simbolo nm) è un'unità di misura di lunghezza, corrispondente a 10−9 metri ossia un miliardesimo di metro, che è pari a un milionesimo di millimetro.
Più in generale nano- è un prefisso che moltiplica per un fattore 10−9 l'unità di misura a cui è applicato (equivalente a dividere per un miliardo).
Il nanometro era in passato denominato millimicron, in quanto equivalente a 1⁄1000 di un micron (micrometro), ed era spesso indicato con il simbolo mµ. L'uso di tale denominazione (e relativo simbolo) è oggi vivamente sconsigliato nel SI.

## Esempi
Il nanometro è usato nella misura di distanze su scala atomica e molecolare: la lunghezza di un legame chimico covalente è di solito di 0,1÷0,3 nm; le celle elementari dei cristalli hanno lunghezze dell'ordine di un nanometro; la doppia elica del DNA ha un diametro di circa 2 nm.
In spettroscopia, il nanometro è usato per indicare la lunghezza d'onda della luce visibile (compresa tra 400 e 700 nm) e della luce ultravioletta (tra 230 e 400 nm).
In ambito elettronico le CPU più evolute in commercio utilizzano architetture a 0,005 µm (5 nm, il primo fu Apple A14 presentato nel 2020) e a 0,007 µm (7 nm, il primo fu Apple A12 presentato nel 2018).